# جام باشگاه‌های تهران ۵۰–۱۳۴۹
جام باشگاه‌های تهران ۵۰–۱۳۴۹ دوره‌ای از مسابقات جام باشگاه‌های تهران بود که در بهمن ماه سال ۱۳۴۹ آغاز شد و در اواخر تیر ۱۳۵۰ به پایان رسید. این دوره از مسابقات با شرکت ۱۵ تیم در یک گروه انجام شد. باشگاه پیکان به دلیل انحلال تیم فوتبالش در مسابقات حاضر نشد و تیم‌های پیام و قصریخ از لیگ دسته دوم به لیگ دسته اول صعود کرده بودند. همچنین تیم افسر به جای تیم نگهبان در مسابقات حضور یافت. در پایان تیم تاج به خاطر تفاضل گل بهتر موفق به کسب عنوان قهرمانی شد و تیم پرسپولیس در جایگاه دوم جدول ایستاد و تیم پاس که فقط یک امتیاز از دو تیم اول کسب کرده بود در مکان سوم جدول قرار گرفت.

## جدول رده‌بندی
منبع
| رتبه | باشگاه   | بازی | برد | مساوی | باخت | گل‌زده | گل‌خورده | تفاضل گل | امتیاز |
| ---- | -------- | ---- | --- | ----- | ---- | ----- | ------- | -------- | ------ |
| ۱    | تاج      | ۱۴   | ۱۰  | ۴     | ۰    | ۳۴    | ۹       | ۲۵       | ۲۴     |
| ۲    | پرسپولیس | ۱۴   | ۱۰  | ۴     | ۰    | ۲۵    | ۳       | ۲۲       | ۲۴     |
| ۳    | پاس      | ۱۴   | ۱۰  | ۳     | ۱    | ۱۹    | ۶       | ۱۳       | ۲۳     |
| ۴    | عقاب     | ۱۴   | ۷   | ۶     | ۱    | ۱۷    | ۴       | ۱۳       | ۲۰     |
| ۵    | گارد     | ۱۴   | ۷   | ۳     | ۴    | ۲۳    | ۲۱      | ۲        | ۱۷     |
| ۶    | آرارات   | ۱۴   | ۸   | ۰     | ۶    | ۱۸    | ۱۸      | ۰        | ۱۶     |
| ۷    | افسر     | ۱۴   | ۶   | ۴     | ۴    | ۱۳    | ۱۸      | ۵-       | ۱۶     |
| ۸    | راه‌آهن   | ۱۴   | ۴   | ۶     | ۴    | ۱۴    | ۹       | ۵-       | ۱۴     |
| ۹    | دیهیم    | ۱۴   | ۵   | ۴     | ۵    | ۱۴    | ۱۰      | ۴-       | ۱۴     |
| ۱۰   | برق      | ۱۴   | ۵   | ۳     | ۶    | ۱۱    | ۱۲      | ۱-       | ۱۳     |
| ۱۱   | قصر یخ   | ۱۴   | ۳   | ۴     | ۷    | ۱۱    | ۱۸      | ۷-       | ۱۰     |
| ۱۲   | شهربانی  | ۱۴   | ۲   | ۳     | ۹    | ۱۲    | ۲۴      | ۱۲-      | ۷      |
| ۱۳   | آتش‌نشانی | ۱۴   | ۳   | ۱     | ۱۰   | ۱۲    | ۲۷      | ۱۵-      | ۷      |
| ۱۴   | بانک ملی | ۱۴   | ۰   | ۴     | ۱۰   | ۸     | ۲۲      | ۱۴-      | ۴      |
| ۱۵   | پیام     | ۱۴   | ۰   | ۱     | ۱۳   | ۵     | ۳۵      | ۳۰-      | ۱      |

## گلزنان برتر
| # | گلزنان          | تعداد گل | تیم      |
| - | --------------- | -------- | -------- |
| ۱ | صفر ایرانپاک    | ۱۵       | پرسپولیس |
| ۲ | آرشاویر ملکی    | ۱۱       | آرارات   |
| ۳ | جواد قراب       | ۱۰       | تاج      |
| ۴ | جعفر آزرمگین    | ۹        | دیهیم    |
| ۵ | غلامحسین مظلومی | ۸        | تاج      |

## برنامه بازیها
در تصویر زیر برنامه بازیهای این فصل از فوتبال قهرمانی باشگاه‌های تهران و همچنین اخباری در مورد احتمال عدم حضور تیم پرسپولیس در این فصل از بازیها را مشاهده می‌کنیم

روزنامه اطلاعات، شماره ۱۳۴۰۵، پنجم بهمن ۱۳۴۹